# Dreuil-lès-Amiens
Dreuil-lès-Amiens (picardisch:  Dréeuil-lès-Anmien) ist eine nordfranzösische Gemeinde mit 1582 Einwohnern (Stand 1. Januar 2022) im Département Somme in der Region Hauts-de-France. Die Gemeinde liegt im Arrondissement Amiens, ist Mitglied des Gemeindeverbands Amiens Métropole und gehört zum Kanton Ailly-sur-Somme. Die Bewohner werden Dreuillois und Dreuilloises genannt.
Die Gemeinde erhielt 2023 die Auszeichnung „Zwei Blumen“, die vom Conseil national des villes et villages fleuris (CNVVF) im Rahmen des jährlichen Wettbewerbs der blumengeschmückten Städte und Dörfer verliehen wird.

## Geographie

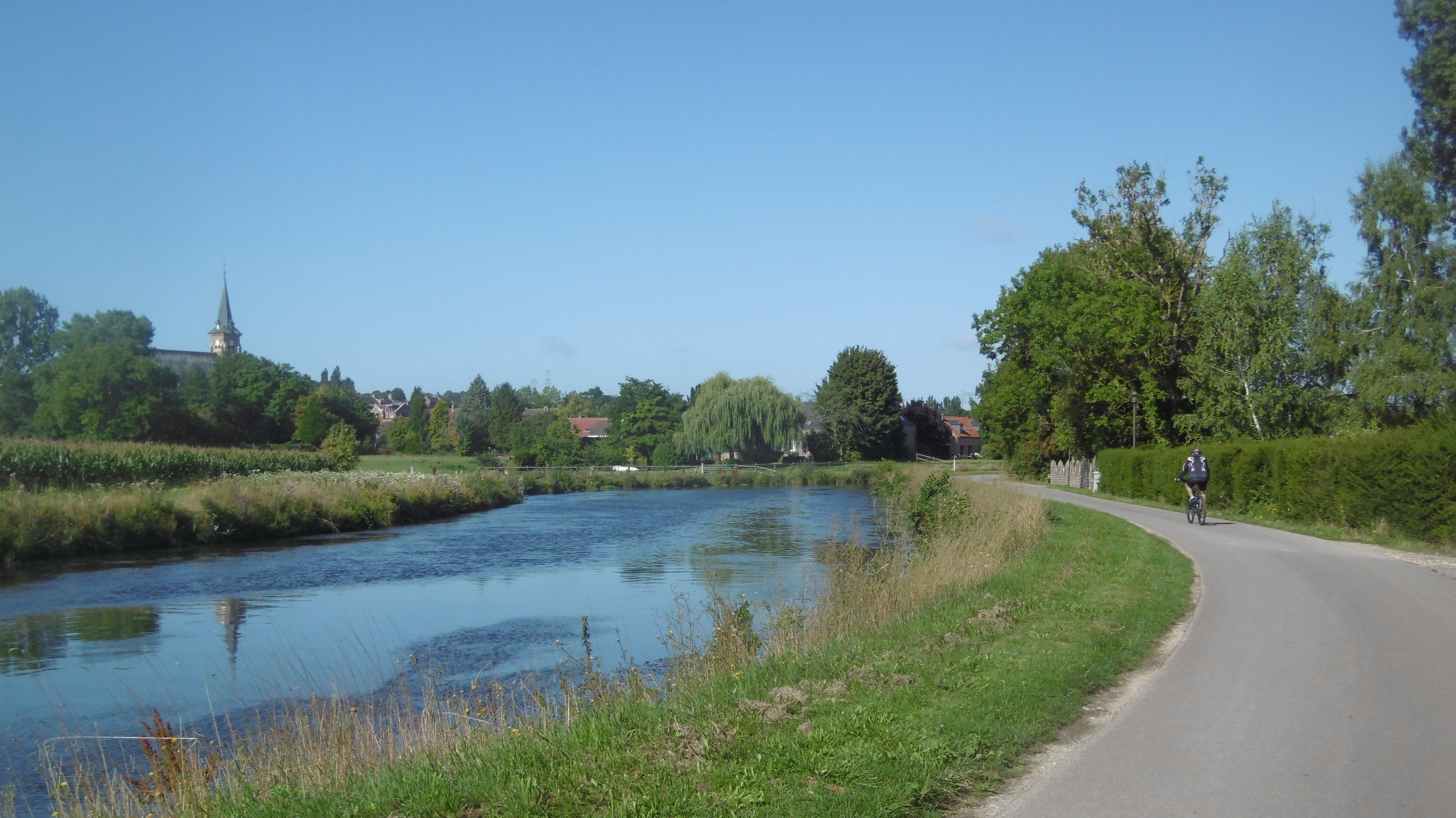
Somme bei Dreuil

Dreuil liegt etwa 5,5 Kilometer nordwestlich von Amiens und unmittelbar an dessen Stadtteil Étouvie anschließend am linken (südlichen) Ufer der Somme, deren Tal von Teichen durchsetzt ist, gegenüber von Argœuves, an der Départementsstraße D1235 (frühere Route nationale 35). Auch die Bahnstrecke nach Abbeville verläuft durch die Gemeinde.
Umgeben wird Dreuil-lès-Amiens von den fünf Nachbargemeinden:
| Saint-Sauveur   | Argœuves                                    |        |
| Ailly-sur-Somme | Kompassrose, die auf Nachbargemeinden zeigt | Amiens |
|                 | Saveuse                                     |        |

## Geschichte
In Dreuil wurden Spuren einer gallo-römischen Villa gefunden. Die erste Erwähnung fand der Ort, der nach dem westlich benachbarten Ailly-sur-Somme huldigte, im Jahr 1120. In der Französischen Revolution wurden 1789 die Burg und ein Salzspeicher zerstört. Die dem heiligen Riquier geweihte Kirche wurde 1850 errichtet. Um sie entstanden Landarbeiterhäuser.
| 1962 | 1968 | 1975 | 1982 | 1990 | 1999 | 2006 | 2013 | 2020 |
| ---- | ---- | ---- | ---- | ---- | ---- | ---- | ---- | ---- |
| 569  | 602  | 1077 | 1408 | 1613 | 1476 | 1290 | 1495 | 1620 |

## Sehenswürdigkeiten

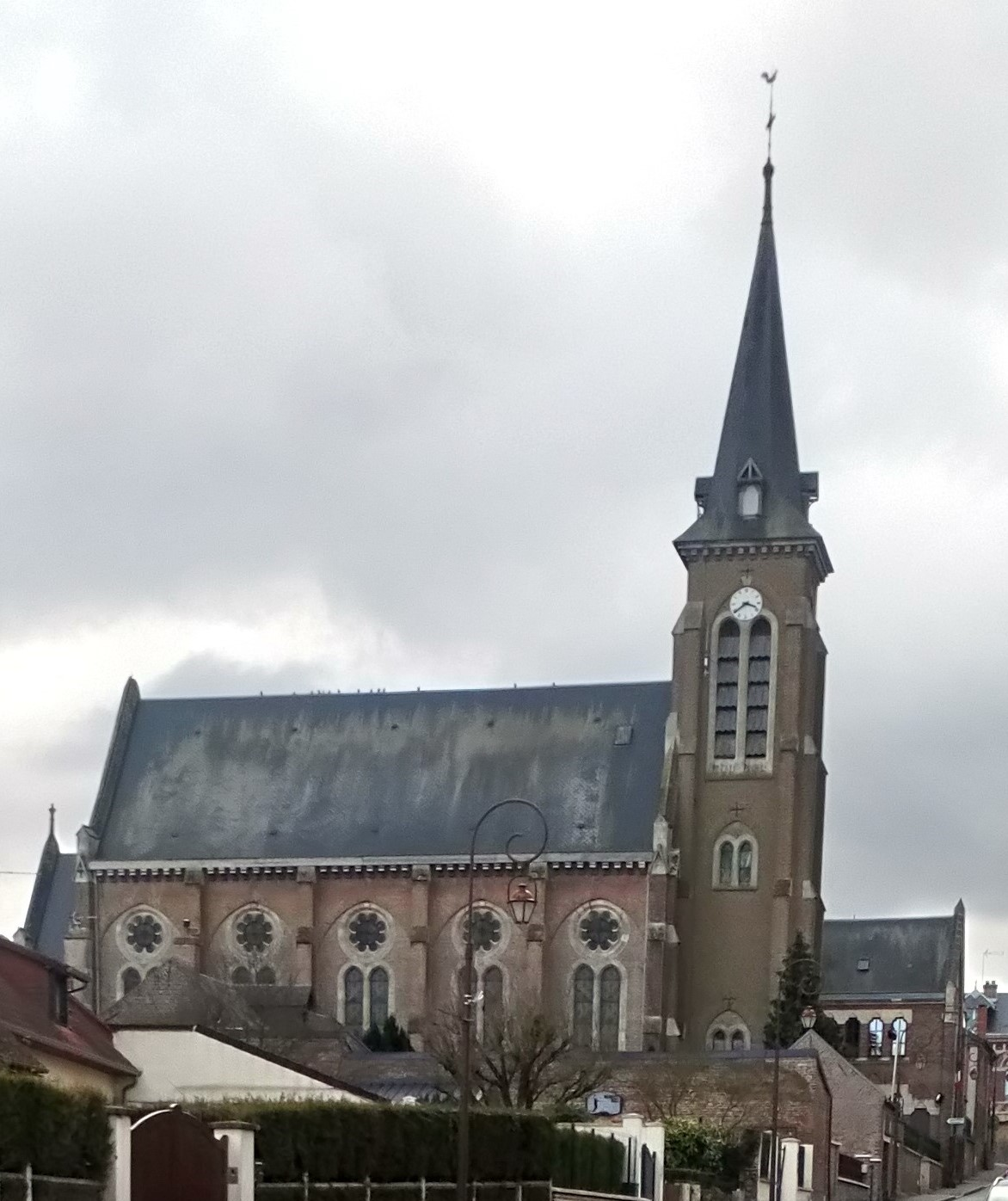
Pfarrkirche Saint-Riquier
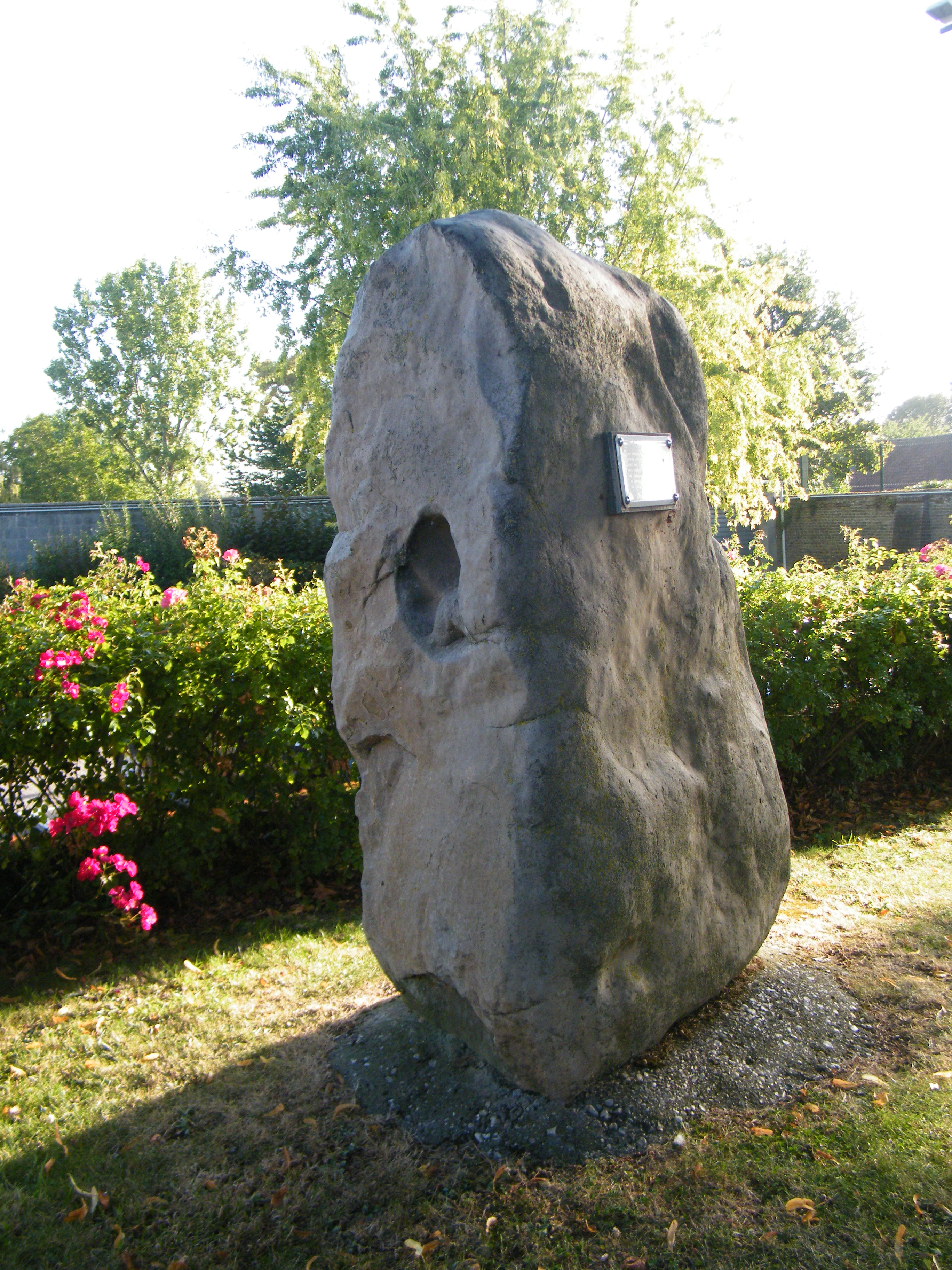
Menhir

- Gefallenendenkmal
- Menhir von Dreuil-lès-Amiens

- Pfarrkirche Saint-Riquier
- Menhir